# Инкхил
Инкхил (на арабски: أنخل) е град в Южна Сирия, административно част от окръг Ал-Санамайн на мухафаза Дараа. Намира се на север от Дараа и на изток от Голанските възвишения в равнината Хауран. При преброяването от 2004 г. на Сирийското централно статистическо бюро има население от 31 258 души.

## История
Сред древните руини, открити в Инкхил, са останките от голяма вила, датираща от II век по време на римското владичество. В сградата има голяма централна зала, която се свързва с няколко помещения, съдържащи бюстове и други скулптури от римската епоха, издълбани от базалт. Фасадата му е с богато украсени входове и ниши. По време на византийското управление Инкхил е доминиран от Гасанидите, арабски васали на империята, от близкия град Джабия.
През 1596 г. Инкхил се появява в османските дефтери под името Нахал, като е част от нахията Бани Килаб в санджака на Хауран. С изцяло мюсюлманско население, състоящо се от 86 домакинства и 45 ергени. Те плащат фиксирана данъчна ставка от 40% върху селскостопански продукти, включително пшеница, ечемик, летни култури, кози и пчелни кошери; общо 13 000 акчета. Всички приходи отиват за вакъфа (религиозно попечителство).
Градът се състои от около 50 къщи в началото на 1840 г., всички от които са обитавани от мюсюлмани. Според германския археолог Готлиб Шумахер Инкхил е записано като „малко място, наброяващо 55 до 60 колиби“ през 1897 г.
Инкхил е един от първите градове, които участват в сирийските протести през 2011 – 2012 г. срещу правителството на Башар Асад през март 2011 г. след демонстрациите в Дараа. На 19 август 2012 г. четирима протестиращи са убити и десетки ранени, след като сирийските сили за сигурност стрелят по демонстранти, излизащи от джамия след петъчната молитва.